# 鹦鹉街道
鹦鹉街道是中华人民共和国湖北省武汉市汉阳区下辖的一个街道办事处。

## 行政区划
鹦鹉街道下辖以下村级行政区划单位：
杨泗社区、瓜堤社区、桥机社区、夹河社区、钢管社区、新民社区、鹦鹉花园社区、自力社区、芳卉园社区和锦绣长江社区。